# Híbat-Al·lah ibn Muhàmmad
Híbat-Al·lah ibn Muhàmmad ibn al-Múttalib Majd-ad-Din Abu-l-Maali, més conegut simplement com a Híbat-Al·lah ibn Muhàmmad, fou visir abbàssida.
Fou nomenat visir pel califa al-Mustazhir l'estiu del 1107 però fou destituït al mes de ramadà següent sota suggeriment imperatiu del sultà seljúcida Muhàmmad ibn Màlik-Xah. Poc després el califa el va reposar però li va imposar la condició de no nomenar mai un dhimmi per cap càrrec. Vers 1109 fou revocat altre cop, i va trobar refugi a la cort del sultà.